# 1. Klavierkonzert (Beethoven)
Das Klavierkonzert Nr. 1, C-Dur, op. 15 ist ein frühes Klavierkonzert von Ludwig van Beethoven. 
Er orientierte sich beim Komponieren noch an Vorbildern der Wiener Klassik; seine spätere Handschrift ist in dem Konzert aber schon zu erkennen.

## Entstehung
Das Konzert entstand zwischen 1795 und 1801 und war eigentlich nicht das erste Klavierkonzert, das Beethoven komponierte. Aus der Bonner Zeit stammen zwei Konzerte ohne Opuszahl (Es-Dur und D-Dur), und das als zweite Klavierkonzert bekannte Werk komponierte er vor dem Klavierkonzert op. 15. So wirkt dieses Konzert auch größer und sinfonischer als das gedämpftere zweite Klavierkonzert. Beethoven verwendet hier erstmals auch Pauken, Klarinetten und Trompeten in der Besetzung des Orchesters. Die Nähe zu Vorgänger und Vorbild Wolfgang Amadeus Mozart ist an manchen Stellen noch deutlich hörbar, wenngleich Beethoven hier unverkennbar einen eigenen Stil etabliert.

## Zur Musik

### 1. Satz: Allegro con brio
Der Kopfsatz beginnt mit einer piano vorgetragenen Orchesterexposition, welche kurz darauf in Tutti fortgesetzt wird. Es hat Marschcharakter und wird von den Pauken unterstützt. Auch ein zweites, kantables Thema wird im Orchester vorgestellt, es erklingt zunächst überraschend in Es-Dur, bevor es nach Moll moduliert. Ein ebenfalls marschartiger Nachsatz führt zum Einsatz des Soloinstruments. Das Klavier führt nun durch die musikalische Verarbeitung des Themenmaterials, ohne sich im virtuosen Selbstzweck zu verlieren. Die Durchführung wendet sich schnell nach Moll und bearbeitet beide Themen auf vielfältige Art und Weise. Ein Orchesterhöhepunkt führt schließlich nach der Reprise zur ausführlichen und virtuosen Solokadenz. Diese offenbart Beethovens bereits sehr weit entwickelte und anspruchsvolle Klaviertechnik, welche beispielsweise über das normalerweise bei Mozart zu findende Maß an Virtuosität hinausgeht. Ein kurzer Nachsatz beschließt den ersten Satz.

### 2. Satz: Largo
Das Largo in As-Dur gehört zu den frühen Sätzen Beethovens, die bereits ein großes Maß an weihevoller Stimmung enthalten. Der großflächige Satz ist in freier Liedform gestaltet. Das lyrische Thema wird schnell vom Klavier aufgenommen und weitergeführt. Das Klavier figuriert und variiert die gesangliche Thematik nun abwechselnd mit dem Orchester auf lyrische Weise.

### 3. Satz: Rondo, allegro scherzando
Der dritte Satz ist ein Rondo von tänzerischem, volksnahem Charakter. Das Solokolavier beginnt mit dem Vortrag des Hauptthemas, welches vom vollen Orchester wiederholt wird. Es folgt ein volksliedhaftes Seitenthema. Das ganze Rondo erinnert in seiner humorigen Art und Weise an Schlusssätze Joseph Haydns, weist jedoch schon die für Beethoven typischen schärferen Akzente auf. Die Coda hält ein für Beethoven nicht unübliches Überraschungsmoment bereit, weil das Geschehen in piano zu verklingen scheint, bevor ein letzter prägnanter Forte-Ausbruch des Orchesters den Schlussakzent setzt.

## Wirkung
Beethoven führte das C-Dur-Klavierkonzert am 2. April 1800 am Burgtheater in Wien erstmals auf und spielte dabei den Klavierpart selbst. In einer Anekdote heißt es, Beethoven habe das Konzert auswendig in Cis-Dur gespielt, da er kurz vor der Eröffnung des Klavierkonzerts bemerkt habe, dass der Flügel einen Halbton zu tief gestimmt sei. Möglicherweise gab es bereits 1798 in Prag Aufführungen des 1. und 2. Klavierkonzertes.
Die endgültige Niederschrift der zunächst an vielen Stellen improvisierten Solostimme erfolgte erst vor der Drucklegung 1801. Acht Jahre später komponierte Beethoven drei Kadenzen; dem Pianisten ist freigestellt, welche er wählt. Auch der Pianist Glenn Gould komponierte eine Kadenz dafür.
Das 1. Klavierkonzert ist bei Pianisten und Dirigenten als Zeugnis früher Beethovenscher Schaffens- und Ausdruckskraft sehr beliebt. Es übertrifft das 2. Klavierkonzert an Popularität und gilt als Vorgänger der späteren größeren und sinfonischeren Konzerte. Beethoven widmete das Werk seiner Schülerin Babette Gräfin von Keglevich de Buzin.